# Думай как мужчина
«Ду́май как мужчи́на» (англ. Think Like a Man) — кинокомедия 2012 года от режиссёра Тима Стори по мотивам книги «Поступай как женщина: думай как мужчина» (англ. Act Like a Lady, Think Like a Man), написанной Стивом Харви. Премьера фильма состоялась 20 апреля 2012 года. В 2014 году вышел фильм «Думай как мужчина 2».

## Сюжет
Фильм рассказывает о четырёх парах. Каждая из женщин читает книгу Стива Харви «Веди себя как леди, думай как мужчина». Когда мужчины понимают, что женщины верят советам Харви, они пытаются отомстить спутницам и опровергнуть написанное в книге, ведя себя с точностью до наоборот.

## В ролях
- Майкл Или — Доминик «Мечтатель»
- Джерри Феррара — Джереми «Гуляк»
- Миган Гуд — Мая
- Реджина Холл — Кэндэс
- Кевин Харт — Седрик «Счастливо разведён»
- Терренс Дженкинс — Майкл «Маминькин сынок»
- Тараджи Хенсон — Лорен
- Романи Малко — Зики «Игрок»
- Габриэль Юнион — Кристен
- Стив Харви — в роли самого себя
- Гэри Оуэн — Беннетт «Счастливо женат»
- Крис Браун — Алекс
- Венди Уильямс — Гейл
- Тони Рок — Хавьер
- Ла Ла Энтони — Соня
- Шерри Шеперд — Вики
- Тика Самптер — девушка Доминика
- Кери Хилсон — Хизер
- Келли Роуленд — Бренда
- Дженифер Льюис — Лоретта
- Моррис Честнат — Джеймс
- Лунелл Кэмпбелл — тетя Винни

Несколько профессиональных баскетболистов участвовали в фильме в качестве камео:
- Мэтт Барнс
- Шеннон Браун
- Рэзуал Батлер
- Даррен Коллисон
- Лиза Лесли
- Метта Уорлд Пис

## Рецензии

### Сборы
«Думай как мужчина» собрал более $33,6 миллионов в течение первой недели проката. С даты премьеры, 20 апреля 2012 года, фильм собрал 81,4 миллионов долларов в США и Канаде. Производственный бюджет составил $12,5 миллионов.

## Саундтрек
Саундтреки к фильму записаны такими звездами как Келли Роуленд, Дженнифер Хадсон, Кери Хилсон, Джон Ледженд и Future.
| №                   | Название                                           | Автор(ы)                                                                                         | Performer(s)                                  | Длительность |
| ------------------- | -------------------------------------------------- | ------------------------------------------------------------------------------------------------ | --------------------------------------------- | ------------ |
| 1.                  | «Think Like a Man» (featuring Рик Росс)            | Ne-Yo, Harmony David Samuels, Al Sherrod Lambert, Courtney Harrell, Eric Bellinger               | Harmony David Samuels, Jennifer Hudson, Ne-Yo | 4:01         |
| 2.                  | «Tonight (Best You Ever Had)» (featuring Ludacris) | Allen Arthur, Christopher Bridges, Keith Justice, Miguel Pimentel, Clayton Reilly, John Stephens | John Legend                                   | 3:59         |
| 3.                  | «Need a Reason» (featuring Future and Bei Maejor)  | Kelly Rowland, Bei Maejor, Vanessa Carlton, T. Boi                                               | Kelly Rowland                                 | 4:16         |
| 4.                  | «Won’t Make a Fool Out of You»                     | Marcus Canty                                                                                     | Marcus Canty                                  | 4:13         |
| 5.                  | «Baby Be Mine»                                     | Rod Temperton                                                                                    | Quadron                                       | 4:17         |
| 6.                  | «That’s the Way of the World»                      | Maurice White, Charles Stepney, Verdine White                                                    | Earth, Wind & Fire                            | 5:45         |
| 7.                  | «Freedom Ride»                                     | Keri Hilson, Arden Altino, Olivier Castelli, Akene Dunkley, Jerry Duplesis                       | Keri Hilson                                   | 3:43         |
| 8.                  | «Shake That Jelly»                                 | Patrizio Pigliapoco, Christopher Trujillo, William Wesson                                        | Billy Wes                                     | 3:15         |
| 9.                  | «Same Ole BS»                                      | Ronnie Jackson, Philip Cornish, Eric Cire                                                        | RaVaughn                                      | 3:44         |
| 10.                 | «Fire»                                             | Brandon Hines, Antoine Harris, J-Hype                                                            | Brandon Hines                                 | 3:47         |
| 11.                 | «Motion Picture»                                   | Future                                                                                           | Future                                        | 4:04         |
| 12.                 | «Never Too Much»                                   | Luther Vandross                                                                                  | Luther Vandross                               | 3:50         |
| Общая длительность: | Общая длительность:                                | Общая длительность:                                                                              | Общая длительность:                           | 48:50        |